# 陳快樂
陳快樂（1950年—），臺灣精神科醫師，現為台灣女醫師協會理事長。曾任衛生福利部心理及口腔健康司司長、部立桃園療養院院長。

## 生平
陳快樂為馬來西亞華僑，原取名慧華，出生時，醫師診斷患有先天性靜脈閉鎖不全症，母親希望女兒長大後不要受病痛折磨，改名快樂，希望其每天都能快樂，並也將其姊改名為「逍遙」，從此「逍遙快樂」。
由於從小生病的關係，反而讓陳快樂擁有更多閱讀的時間。小時志願為護士，因著成績優異，1975年離開馬來西亞，至台灣大學醫學院就讀。陳快樂於大二時進行心臟手術，治癒後她更加投入醫學懷抱。畢業後，追隨恩師投入精神醫學領域。當時，全台精神科醫生約八十人，算是冷門的醫學。
1985年毅然從領高薪的長庚醫院，換至省立桃園療養院服務。當時全院500床僅3名主治醫師。協助陳珠璋院長，發展兒童精神科、社區精神科，負責住院醫師教學工作，開始出院精神病人居家服務，推動精神醫療網，協助規劃澎湖醫院成立精神科等。
1989年，陳快樂完成哈佛大學公共衛生碩士學業，
返台後，陳快樂接下省立桃園療養院八里分院分院長，當時房舍已荒廢八年，陳快樂除了整修房舍、進用人員，一年內開辦八里分院。陳快樂積極辦理醫院，四年內成為教學醫院，八年內成為省立八里療養院。
1999年，調至省立草屯療養院。921地震當時，帶領員工將740名病人遷移至嘉南療養院三週。兼任衛生署南投心理衛生中心執行長，投入南投災民心理重建工作。
2007年至2013年擔任桃園療養院院長，任內增聘醫療人力，推動各次專科(成人、兒童、老人、社區、藥癮)之發展。
2008年，時任衛生署署長葉金川指定，陳快樂兼任衛生署心理健康辦公室5年，協助衛生署規劃心理健康司之成立。
2014年，受指派擔任第一任心理及口腔健康司司長。